# Das Haus in Montevideo (Curt Goetz)
Das Haus in Montevideo oder Traugotts Versuchung ist eine Komödie von Curt Goetz.
Die Uraufführung des Stücks fand unter dem englischen Titel It's a gift  am 12. März 1945 in New York am Playhouse-Theatre am Broadway mit Goetz und seiner Ehefrau Valérie von Martens in den Hauptrollen statt.
Die deutschsprachige Erstaufführung erfolgte am 31. Oktober 1946 am Schauspielhaus Zürich, kurz nachdem das Ehepaar Goetz aus dem amerikanischen Exil nach Europa zurückgekehrt war.
Am 27. Dezember 1950 fand in Berlin die erste Aufführung in Deutschland statt. Thema des Bühnenstücks ist die Moral, die Versuchung und die Belohnung der Tugend.

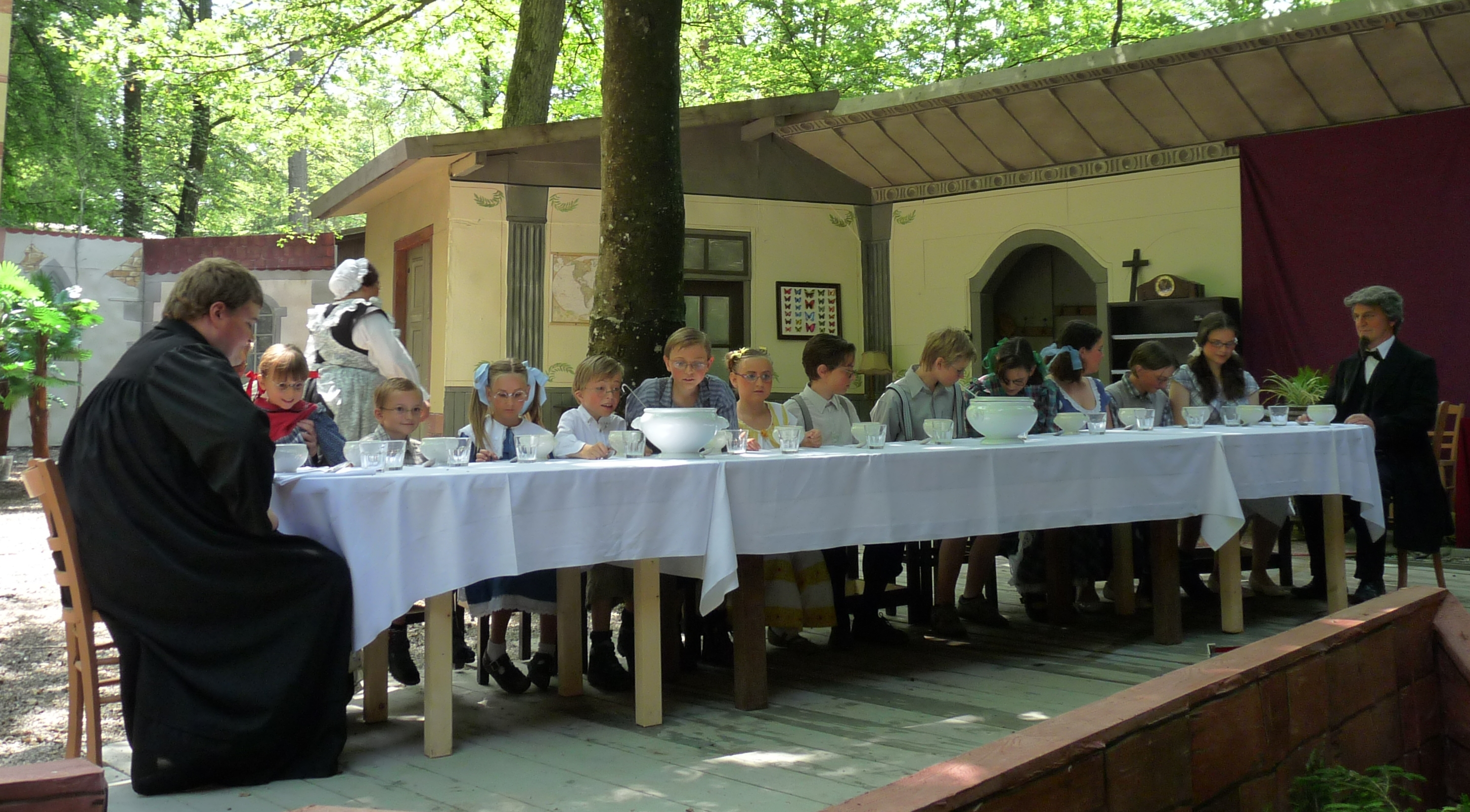
Der Professor mit seinen 12 Kindern – Aufführung der Waldbühne Sigmaringendorf

## Handlung
Der erste und der vierte Akt der Komödie spielen in einer nicht näher benannten deutschen Kleinstadt, der zweite und dritte Akt in Uruguays Hauptstadt Montevideo.

### 1. Akt
In einer deutschen Kleinstadt führt, von allen Bürgern geachtet, der äußerst tugendhafte Oberlehrer Professor Doktor Traugott Hermann Nägler mit seiner Frau Marianne und ihren zwölf Kindern ein trotz knapper Finanzmittel und ausgiebiger Sittenstrenge glückliches Leben.
Eines Tages überbringt der Pastor der Stadt Nägler die Nachricht vom Tod seiner jüngeren Schwester, die wegen einer unehelichen Schwangerschaft und Näglers betonter Tugendhaftigkeit aus der Familie verstoßen wurde und nach Südamerika auswanderte. Es sei eine Erbschaft vorgesehen für Traugotts älteste Tochter, die Atlanta getauft wurde nach dem Schiff, auf dem ihre Eltern getraut worden sind. Auch wenn Nägler zunächst kategorisch ausschließt, dass seine noch minderjährige Tochter dieses Erbe antreten könne, lässt er sich schließlich überreden, gemeinsam mit dem Pastor und Atlanta nach Montevideo zu reisen und sich vor Ort über das Erbe zu informieren.

### 2. Akt
Vor Ort betritt die Gruppe das Wohnhaus der Verstorbenen, in welchem sie viele junge Mädchen vorfinden. Aufgrund zweideutiger Aussagen der Hausverwalterin, verbunden mit sprachbedingten Verständigungsproblemen hält Traugott Nägler das Haus für ein Bordell und verlässt es wutentbrannt mitsamt seiner Tochter. Der Pastor jedoch sorgt durch nähere Nachfragen schließlich für Klärung: Die Verstorbene hat unter dem Künstlernamen Maria Machado als Sängerin Karriere gemacht, ist zu Weltruhm gelangt und hat sich einen solchen Reichtum erarbeitet, dass sie von dem Geld eine Stiftung für alleinstehende junge Mädchen und ledige Mütter ins Leben gerufen hat, um diesen ein dem ihren vergleichbares Schicksal zu ersparen.
Es stellt sich heraus, dass Atlanta mehrere Immobilien erbt und dass das Testament eine Klausel enthält, die besagt, dass, sollte sich „am trauten Herde meines tugendhaften Bruders, Professor Doktor Traugott Hermann Nägler“ eine „Tragödie wie die meine“ wiederholen, sollte also im Hause des Professors ein uneheliches Kind zur Welt gebracht werden, die Mutter dieses Kindes ein beträchtliches Vermögen erbt. Diese Klausel ist zeitlich auf ein Jahr begrenzt, wird sie nicht erfüllt, fällt das Geld der Stiftung Maria Machados zu.

### 3. Akt
Ohne das Wissen der Reisegruppe ist Atlantas Verlobter Herbert mit nach Montevideo gereist und tritt nun in Erscheinung, um endlich um Atlantas Hand anzuhalten. Traugott Näglers Tugendhaftigkeit gerät ins Wanken, er ist hin- und hergerissen zwischen seiner Überzeugung, ein uneheliches Kind sei eine Schande, und der Aussicht auf Reichtum und den hohen Erwartungen in der Heimat. Schließlich hofft die Gemeinde auf großzügige Spenden aus dem Erbe. Nägler versucht Herbert durch zweideutige Andeutungen („Man könnte nun ja auch den Nachtisch vor der Suppe essen“) dazu zu bringen, seine Tochter zuerst zu schwängern und später zu heiraten. Herbert versteht die Andeutungen aber nicht, und schließlich wird Nägler bewusst, welche Ungeheuerlichkeit er da von seiner Tochter und seinem künftigen Schwiegersohn verlangt. Er lässt sich von Herbert ohrfeigen, verspricht ihm, seine Bewerbung „in wohlwollende Erwägung“ zu ziehen, und beschließt, auf das Erbe zu verzichten und mit Tochter, Pastor und Herbert nach Deutschland zurückzukehren.

### 4. Akt
Zurück in Deutschland ist die Enttäuschung über das entgangene Erbe groß, ebenso aber die Entrüstung über die ungeheuerliche Bedingung des Testaments. Traugotts Entscheidung wird akzeptiert, und schließlich werden Heiratsvorbereitungen für Atlanta und Herbert getroffen. Die Hochzeit soll auf dem Schiff Atlanta stattfinden, auf dem bereits Traugott und Marianne geheiratet haben und nach dem sie ihre älteste Tochter benannt haben. Groß ist die Enttäuschung, als sie erfahren müssen, dass dieses Schiff nach aktueller Vermessung 27 Zentimeter zu kurz ist, um noch als Schiff zu gelten. Der Kapitän hat daher nicht das Recht, Ehen zu schließen. Es stellt sich heraus, dass aus diesem Grund alle jemals auf der Atlanta geschlossenen Ehen ungültig sind, somit auch die Ehe von Traugott und Marianne Nägler. Die Klausel aus dem Testament ist somit erfüllt: Marianne Nägler hat in Traugotts Hause sogar zwölf uneheliche Kinder geboren und großgezogen und ist somit die Erbin des Vermögens.

## Entstehung
Das Haus in Montevideo beruht auf dem 1924 von Goetz verfassten Einakter Die Tote Tante, den der Autor gut 20 Jahre nach seiner Entstehung zum vieraktigen Schauspiel ausbaute.

## Verfilmungen
Das Haus in Montevideo wurde zweimal verfilmt: 1951 unter der Regie von Curt Goetz und Valérie von Martens, die auch die Hauptrollen spielten (Das Haus in Montevideo (1951)) und zwölf Jahre später unter der Regie von Helmut Käutner mit Heinz Rühmann und Ruth Leuwerik (Das Haus in Montevideo (1963)).